# Frettchenjagd

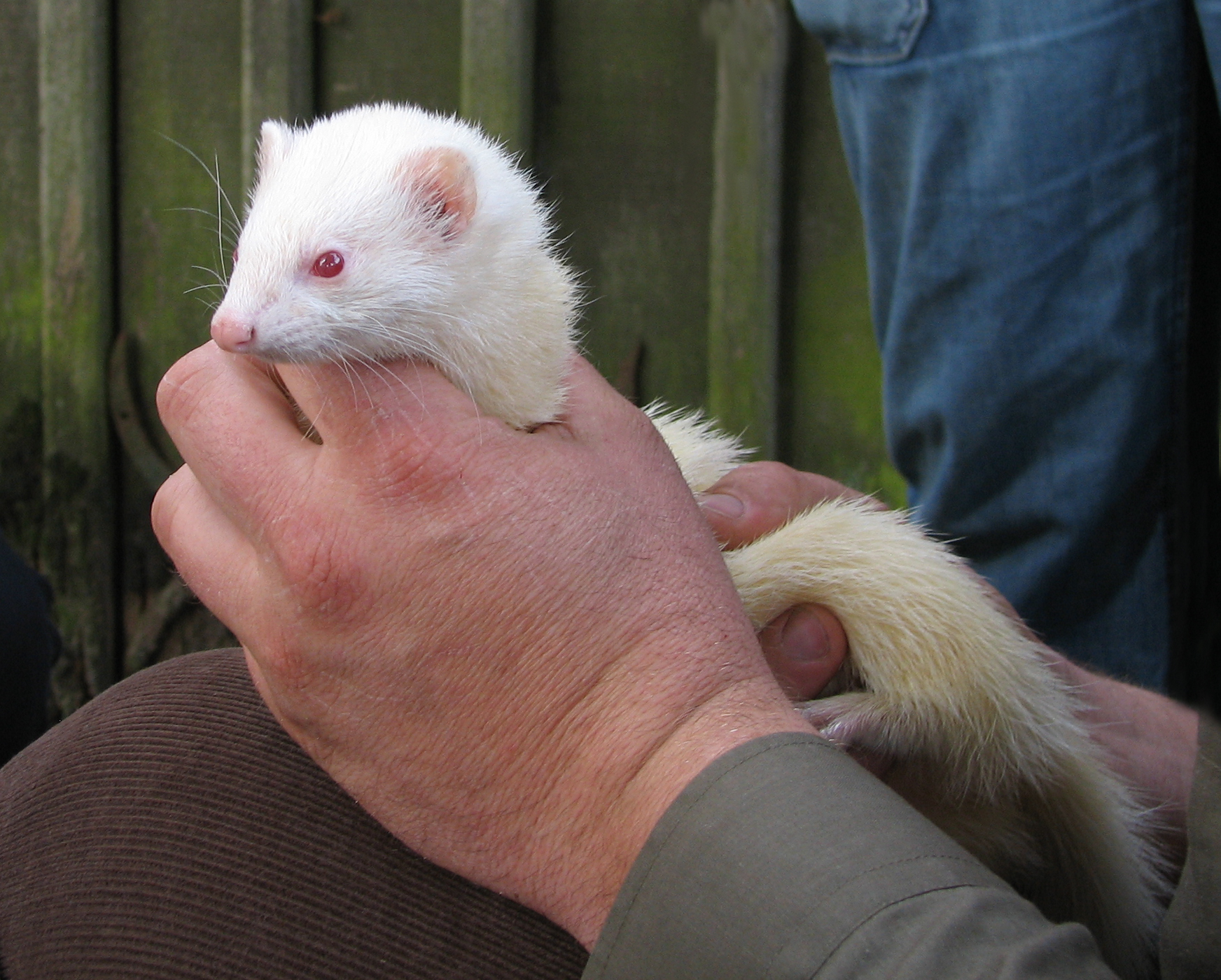
Zur Jagd abgerichtetes Frettchen in der Hand des Jägers

Frettchenjagd (Frettieren) ist eine Jagdart, bei der mit Frettchen Baujagd auf Wildkaninchen betrieben wird. Der Jäger wird hier auch Frettierer genannt. Frettchenjagd ist keine Erfindung der Neuzeit, denn schon im Altertum wurde diese Marderart zur Mäuse-, Ratten- und Kaninchenjagd abgerichtet und eingesetzt.
Die Frettchenjagd ist, wie jede andere Form der Jagd in Deutschland nach dem Bundesjagdgesetz nur mit Jagdschein erlaubt.

## Durchführung

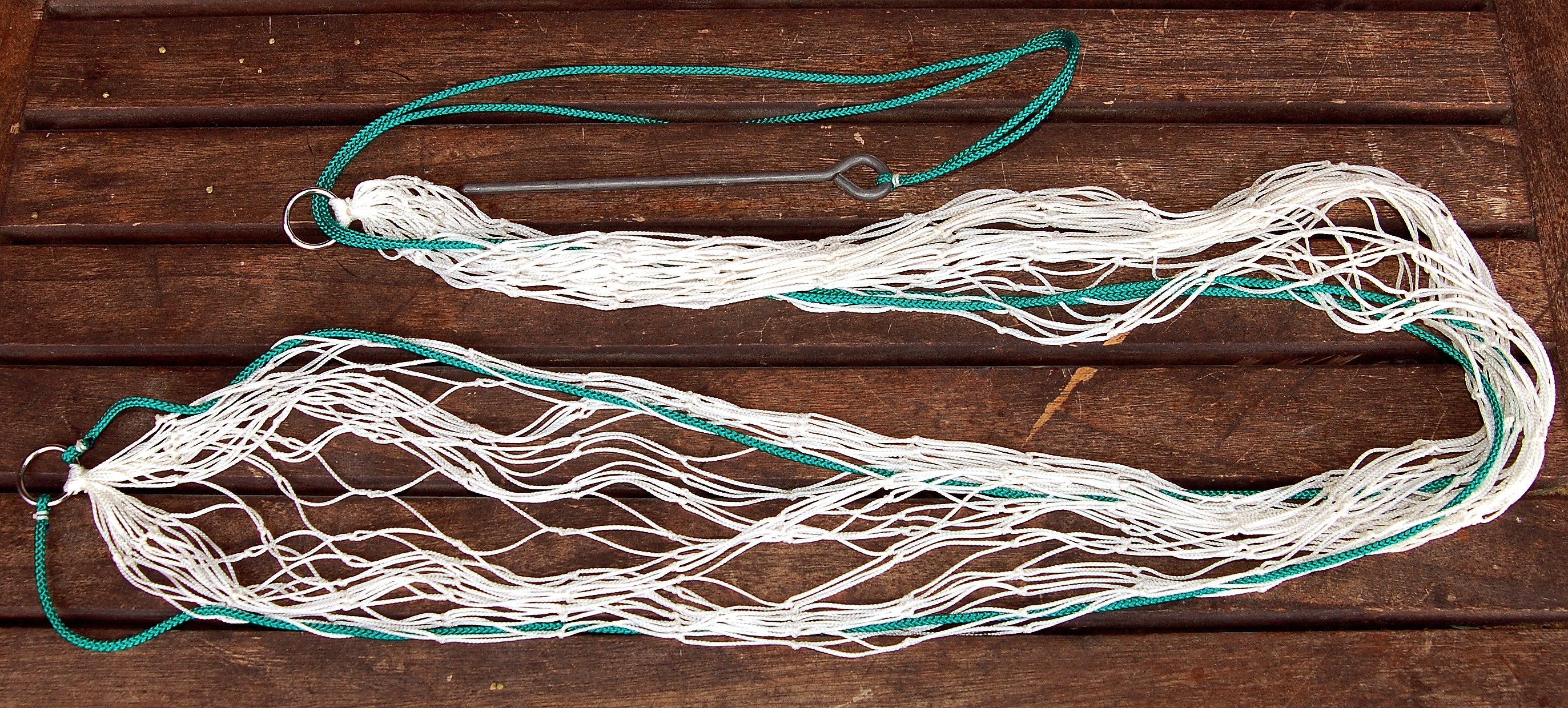
Handgeknüpftes Sprengnetz für den Kaninchenfang

Das Frettchen wird vom Jäger in den Kaninchenbau gesetzt. Es jagt die Kaninchen aus dem Bau, und sie werden dann vom Jäger mit Schrotschuss erlegt oder in speziellen Netzen („Sprengnetz“) oder Drahtreusen gefangen. Gerne werden Frettchen von Falknern eingesetzt, um das aus dem Bau flüchtende Kaninchen durch einen Habicht „binden“ zu lassen. Eine besondere Bedeutung hat das Frettieren mit Netzen für den Stadtjäger, der auf diese Weise in bewohnten Gebieten und auf Friedhöfen Kaninchen lautlos, ohne Schussknall und ohne Gefahr für andere Personen in unübersichtlichem Gelände, bejagen kann. Das Frettchen folgt der Geruchsspur des fliehenden Kaninchens und wird dann vom Jäger am Ausgang des Baus erwartet.